# Beinette
Beinette är en ort och kommun i provinsen Cuneo i regionen Piemonte i Italien. Kommunen hade 3 448 invånare (2018).